# Zufikon
Zufikon (toponimo tedesco) è un comune svizzero di 4 460 abitanti del Canton Argovia, nel distretto di Bremgarten.

## Geografia fisica
Sul suo territorio scorre il fiume Reuss.

## Monumenti e luoghi d'interesse

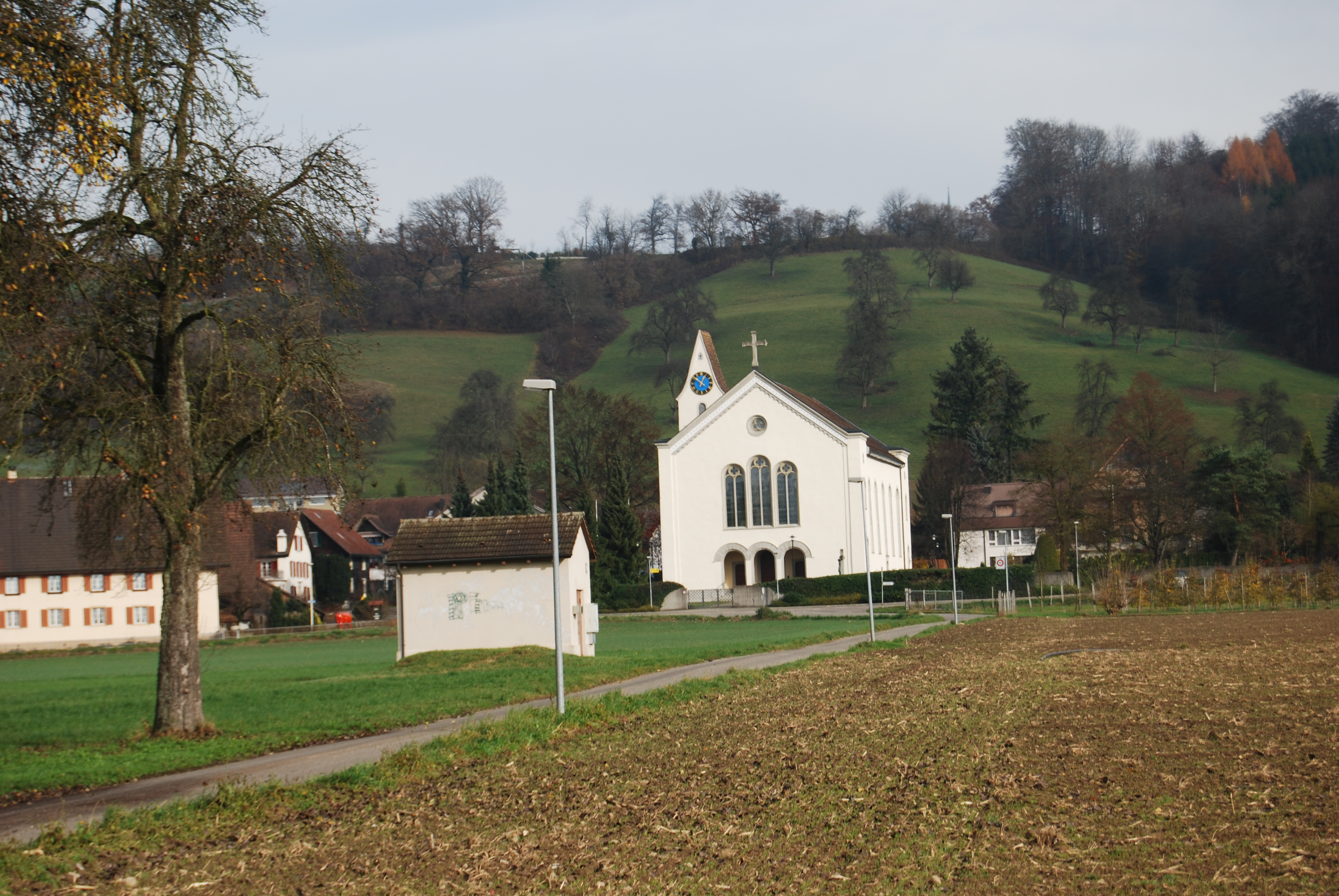
La chiesa cattolica di San Martino

- Chiesa cattolica di San Martino, attestata dal 1275 e ricostruita nel 1865[1];
- Diga di Bremgarten-Zufikon sul fiume Reuss, inaugurata nel 1975[senza fonte].

## Società

### Evoluzione demografica
L'evoluzione demografica è riportata nella seguente tabella:
Abitanti censiti

## Infrastrutture e trasporti
Zufikon è servito dall'omonima stazione sulla Bremgarten-Dietikon-Bahn (linea S17 della rete celere di Zurigo).

## Amministrazione
Ogni famiglia originaria del luogo fa parte del cosiddetto comune patriziale e ha la responsabilità della manutenzione di ogni bene ricadente all'interno dei confini del comune.